# 陳狄安
陳狄安，MH（1979年9月15目—），是香港英華書院校長、前港青基信書院校長、香港直接資助計劃學校議會主席、香港童軍總會助理香港總監(青少年活動)和現任新會商會港青基信學校理事。

## 早年生活和教育
陳父命名了陳狄安的中、英文名，因為兩種語言的發音相似。
陳狄安在香港、英國和澳洲受过教育。1998年他毕业於鄧肇堅維多利亞官立中學（前身鄧肇堅維多利亞工業學校）。拥有英國紐卡素大學会计学和财务分析学士学位的他，在二年級和三年級之間間隔了一年，因此推遲了畢業。
陳狄安在英國學習期間，因為他不喜歡停下來，所以他積極從事兼職工作。陳狄安在英國從事了七份兼職工作，作為幫傭清潔餐廳廚房等。陳狄安和他的朋友打理生意，幫助人們通渠和打掃廚房，經歷了不同的出國留學生活。
他有澳洲紐卡素大學商业学硕士学位。他还拥有香港大學PGDE教育学研究生文凭和ECA管理专业文凭。
他已婚，育有3女。

## 事业
2002年陳狄安从一所特殊学校开始了他的教育生涯。这使他对教学内容有了许多了解，以适应不同学生的学习需求。他于2004年加入港青基信書院担任商业教师，主要教授香港高級程度會考。他被香港考試及評核局委任为香港高級程度會考官。
自2009年起，陳狄安成为学校领导小组的成员。他的工作包括继续维持国际课程（英国IGCSE和GCE A / AS级课程）和许多学校校园发展项目。自2013年担任校长以来，学校取得了出色的公开考试成绩。每年有毕业生进入大学深造。
为了继续建立具国际风格教育的本地学校，陳狄安设法接纳来自多个国家的国际学生。他还继续从海外聘请学校教师。他通过家庭博览会、国际之夜和国际博览会等公共活动对学校进行了推广，这些活动在少数族裔的参与下推动了学校的发展，展示了世界各地不同国家的歌舞。
在学校的管理上，陳狄安从学校的预算中投资了更多的教职员，他声称这导致考试结果稳步提高。他要求学校的老师必须具备本地和国际课程的能力。他的团队与信息及通信技术公司合作，发明了VLE以促进教学。他还聘请了专职注册护士、职业和高等教育顾问、专职社工、专职教育心理学家和专职圖書館員等。
2016年9月，學校為男女學生提供了新校服。老師們被陳狄安告知要留意學生校服不正確的情況。穿著不正確長度襪子的女生被迫在校務處等上幾個小時，錯過了課程時間；她們甚至到校前就被拒之門外，只因露出一寸皮膚就被送回家。這導致媒體認為，陳狄安是在剝奪女生的受教育權，羞辱女生露出腳踝，指責她們分散了男生和老師的注意力。教職員被陳狄安告知要定期執行這項小規則，將他們可用於備課或補課的時間和精力花在上面。
在2019年反對逃犯條例修訂草案運動期間，陳狄安的中學於11月發布通告宣布復課。通告提到學校被告知，遊戲和社交網絡平台最近被用來引誘、施壓和恐嚇學生參與示威以換取報酬。通告稱，學校沒有學生參與，但提醒家長和學生上網時要保持警惕。陳狄安接到蘋果日報的詢問，稱上述消息是教育局工作人員通報的。工作人員建議學校提醒家長和學生注意。陳狄安說，學校沒有收到學生或家長關於相關情況的任何報告。因為教育局是官方機構，陳狄安信任他們，所以沒有質疑信息的真實性。陳狄安還表示，學校的通告純粹是出於對學生的保護。學校會觀察學生是否受到網絡騷擾，並提供適當的支持。
在2019冠状病毒病疫情期间，学校的课程被暂停，学生只能进行遙距教育。这疫情妨碍了学生父母的生计，陳狄安领导学校救助下一学年的学费。由於2019冠狀病毒病香港疫情有所下降，陳狄安在2021年2月安排老師接受2019冠狀病毒病檢測，讓學生在新春後重返學校恢復上課。
2021年9月，陳狄安接任英華書院校長。

## 社区服务
陳狄安成为香港直接資助計劃學校議會主席、新會商會港青基信學校理事、香港學界體育聯會委员、於香港童軍總會先後出任大嶼山區創區區總監及新界地域副地域總監（行政），現時獲委任青少年活動處總監一職、國際輕艇總會委员、和扶輪社理事。
陳狄安担任香港直接資助計劃學校議會主席，负责直资学校的协调工作。陳狄安在暑假期间帮助组织了学术旅行。每年可以通过面试选出最好学习物理学的学生参加由香港直接资助计划学校会组织的未来飞行员培训计划。2019冠狀病毒病香港疫情期间，尽管学术旅行在当年全部取消，但许多直资学校已经或已承诺向旅行社支付押金，用于组织学习旅行。但是当政府决定向所有海外国家发出红色旅游警告时，旅行社和航空公司主动与陳狄安和学校联系，讨论补偿安排。IGCSE和GCE考试被取消了，陳狄安声称直资学校不太担心对学生继续教育的影响，因为到那时大多数学生已经获得了有条件的录取通知。

## 替代学习课程
陳狄安强调，如果学生有替代的日常评估、课程、考试范围以及进阶学习途径，他们将从学习中受益。
多年来，陳狄安的学校在课堂外为学生提供了各种学习活动。学校拥有大量有意义的替代学习资料，为学生提供了灵活的家庭作业。鼓励他学校的学生在校际比赛中挑战。陳狄安鼓励学校自己的啦啦隊发展。
陳狄安和他的团队从2010年开始发起了「工作服务周」。学生可以参加服务外展计划或工作实习。目的地包括中国大陆、台湾、柬埔寨、菲律宾、泰国、越南和马来西亚。每年还组织文化交流计划，目的地包括佛山市、西班牙、法国等。
陳狄安的学校同时提供香港和英国课程。 香港课程包括香港中学文凭（HKDSE）。英国课程包括IGCSE和GCE A / AS-Level，因此学生可以找到最适合他们的课程。

## 第二语言教学观
由于香港的学校受到政府资助，因此有责任开设中文课。 在陳狄安的学校，在所有科目都英文授課，除了第二语言。汉语是向所有学生开设的课程，其中根据学生的语言背景将课程分为不同难度的级别。
陳狄安在媒体说，他学校的大多数学生来自上层家庭。他们主要是機場管理人员，大型银行高级职员，甚至是领事的子女。他们不是香港的永久居民。他们缺乏学习汉语的动机，并且没有足够的能力来处理第二语言的知识和技能。陳狄安试图与政府讨价还价，学校可以在正常课程中提供其他第二种语言，包括西班牙语和法语，但他失败了。
为了许多国际学生在学校中的差异，陳狄安不使用中文或英语班来区分本地学生和非华语学生，而是混合所有学生。每个级别只会根据学生的级别分为中文，英语和数学小班。
陳狄安拥有大量的国际学生，因此与其他教育机构建立了联系以加强合作，为非华语中学生提供衔接机会。